# ネオペット
ネオペット (Neopets) は、Knowledge Adventure社が運営するバーチャルペットサイトである。1999年11月15日、ゲームデザイナーのアダム・パウウェルとドナ・ウィリアムスによって立ち上げられた。

## 概要
「ネオピア」と呼ばれる惑星で「ネオペット」というバーチャルペットを育てながら、ゲームやコンテストに参加したり、ユーザー同士が交流するウェブサイトである。サイト内ではネオポイント(NP)という架空の通貨が使用される。
登録の際にはメールアドレスを必要とし、ペットはひとつのアカウントにつき最大4匹まで飼うことができる。1人5つまでアカウントを登録できるが、1つはメインのアカウント、残りの4つはサブアカウントとみなされる。サブアカウントではネオポイントを稼ぐといった行為は禁止されているため、おもに私設孤児院（後述）やテーマに沿ったアイテムを展示する「ギャラリー」に利用される。13歳未満のユーザーは、様々なトラブルを防ぐため、掲示板やゲームなど、一部コンテンツの利用が制限されているが、13歳未満であっても保護者の許可証をFAXで送ることで利用可能となる。
2007年4月27日、ホームページが大幅にアップデートされ、ペットが服を着用できるようになったほか、レイアウトも大きく変更された。また、全ペットの画像変更に伴い、リニューアル後しばらくはペットの表情が表示されなくなっていたが、2007年12月21日に復旧した。
2008年12月31日をもって日本語・イタリア語・韓国語での更新が終了。英語版をはじめ、11の言語では現在も更新されている。
2005年、バイアコム社がネオペットを160万ドルで買収したが、2014年にKnowledge Adventure社へ売却された。

## ネオペットの種類
ペットは「魔法のペンキ」や「変身薬」という道具によって色や容姿を変えることができる。

ペットにはそれぞれ毎年、アカラの日、バズの日といった「ペットの日」が定められており、関連したイベントのほか新しい服や色、アイテムが追加される。

プレミアペットは、一年に一回、そのペットの日に数匹限定で配布され、シークレットペットは、条件を満たすと飼うことができる。
ペットが病気になることもあるが、その場合は薬で治療ができる。アカウントを長期間放置しておくと、ペットの満腹度が減ってしまい、気分も悪くなる。体の色が変わってしまうこともあるが、死ぬことはない。
ペットはそれぞれにホームページを持っており、HTMLやCSSコードを使い創作することができる。
ペットもペットを飼うことができ、それらをペットペット（PP）と呼ぶ。
また、ペットペットもまたペットを飼うことができ、それらはペットペットペット（PPP）と呼ばれる。
以下、アルファベット順:
- アカラ（Acara）
- アイシャ（Aisha）
- ブルマルー（Blumaroo）
- ボーリ（Bori）
- ブルース（Bruce）
- バズ（Buzz）
- チア（Chia）
- チョンビー（Chomby）【プレミアペット】
- サイバニー（Cybunny）【プレミアペット】
- ドレイク（Draik）【プレミアペット、シークレットペット】
- エレファンテ（Elephante）
- イアリー（Eyrie）
- フロットサム（Flotsam）
- ゲラート（Gelert）
- ノルブ（Gnorbu）
- グラール（Grarrl）
- グランド（Grundo）【シークレットペット】
- ヒッシー（Hissi）【プレミアペット】
- イクシー（Ixi）
- ジェットサム（Jetsam）【プレミアペット】
- ジャブジャブ（JubJub）
- カチーク（Kacheek）
- カウ（Kau）
- キコ（Kiko）【プレミアペット】
- コウイ（Koi）【プレミアペット】
- コルバット（Korbat）
- クーグラ（Kougra）
- クローク（Krawk）【シークレットペット】
- キリー（Kyrii）
- レニー（Lenny）
- ループ（Lupe）
- ルターリ（Lutari）【プレミアペット】
- ミールカ（Meerca）
- モーホグ（Moehog）
- ムンシー（Mynci）
- ニンモ（Nimmo）
- オグリン（Ogrin）
- ペオフィン（Peophin）
- プーグル（Poogle）【プレミアペット】
- テリー（Pteri）
- クイグル（Quiggle）
- ルキ（Ruki）
- スコーチオ（Scorchio）
- ショイル（Shoyru）
- スキート（Skieth）
- テコ（Techo）
- トヌー（Tonu）【プレミアペット】
- タスカニニー（Tuskaninny)
- ユニー（Uni)
- ウスル（Usul)
- ウォッキー（Wocky)
- ズィートック（Xweetok)
- ヤーブル（Yurble)
- ザファラ（Zafara)

## 妖精
ネオピア内には妖精が存在し、彼女たちは皆人間の姿をしている。
また、妖精が現れてアイテムを要求するというランダムイベントもあり、その間ショップ・ウィザードと呼ばれるアイテム検索エンジンは使えなくなる。
要求されたアイテムを持っていくと、各妖精ごとに違った特典が得られる。
妖精のなかには妖精の女王フィオラなど特別な妖精も存在する。
- 火の精　現れると洋服を要求する。クエストを成功させると攻撃力を2上げてくれる。
- 光の精　カードを要求する。クエストを成功させるとレベルを1上げてくれる。
- 大地の精　魔法のアイテムを要求する。クエストを成功させるとペットの満腹度を最大にしてくれる。
- 風の精　コスメを要求する。クエストを成功させると速さを2上げてくれる。
- 闇の精　おもちゃを要求する。クエストを成功させるとHP（ヒットポイント）を2上げてくれる。
- 水の精　本を要求する。クエストを成功させると防御力を2上げてくれる。
- 妖精の女王　ランダムでアイテムを要求する。クエストを成功させるとレベルを1、HPを3、攻撃力を3上げてくれる。
- 宇宙の精　ランダムでアイテムを要求する。クエストを成功させるとレベルを4上げてくれる。
- 泉の精　ランダムでレアなアイテムを要求する。クエストを成功させるとペットを好きな色に変えてくれる。
- スープの精　イベントはなく、特定の場所でペットに無料のスープを与えてくれる（手持ちの総額が3000NP以下のユーザーのみ）。

## コンテスト
ネオペットではさまざまな形式のコンテストが行われている。

最優秀作品はスタッフやユーザーの投票によって選ばれる。
- ビューティー・コンテスト
- カスタマイズ・ネオペット・スポットライト
- あんたにゃ負けない
- ネオピア・タイムズ（英語版では週1回募集）

ユーザーから募集した小説、漫画などを掲載する新聞。
- ユーザー情報スポットライト

優れたデザインのユーザー情報ページを競う。
- ギャラリー・スポットライト
- ネオホーム・スポットライト
- ペット・スポットライト
- ペットペット・スポットライト
- 読書大賞
- キャプション・コンテスト

お題のイラストに台詞をつけ、その中で最も面白い作品が選ばれる。
- グルメクラブ 　　　　　　　　　ほか

## ユーザー同士のコミュニケーション
ネオペットでは、ユーザー同士の交流の場が多く取り入れられている。

代表的なものが「ネオボード」と呼ばれる掲示板で、ペットの友だちを募集したり、困ったことを他のユーザーに聞くことができる。

またユーザーは、いわゆるファンクラブやサークルのような「ギルド」に入ることができ、同じものが好きな仲間を見つけることができる。

そのほか、メールアドレスを使わずにメッセージを送ることができる「ネオメール」、相手の欲しいものと自分の欲しいものとが交換できる「トレード」等がある。

## その他
- 捨てられたペットが集まる「ネオピア孤児院」が存在し、ユーザーはペットを引き取ることが可能。捨てる事もできるが、飼い主としてのモラルに反する行為なので控えるべきである。ルターリは孤児院に預けようとすると脱走してしまい、その際、そのルターリの名前や情報などはサイト上から削除される。また、孤児院からペットを引き取り、病気を治したり空腹を満たした後に孤児院へ返して引き取り手を見つけやすくする「私設孤児院」を行うユーザーも数多くいる。
- ネオボードではアバター（アイコン）を使う事ができ、種類もさることながら入手方法もバラエティに富んでいる。
- 毎年12月からアドベント・カレンダーが始まり、毎日異なるアイテムが配布される。
- 無料サイトのためスポンサーが多く、過去にはとしてセブン・イレブンやコカ・コーラなどのスポンサーアイテムがあった。スポンサーゲームもあり、期間限定で遊ぶことができる。
- 4月1日のエイプリルフールには毎年、様々なジョークイベントが発生する。
- プレミアと呼ばれる有料版もあり、広告が消える、メールアドレスを取得できる、様々な特典を得る、などの利点がある。
- 運営スタッフも募集されている。18歳以上であれば誰でも応募できるが、日本語での求人は行っていない。